# Резня в Сребренице
Резня́ в Сре́бренице (серб. масакр у Сребреници, босн. masakr u Srebrenici; также геноцид в Сребренице, серб. геноцид у Сребреници, босн. genocid u Srebrenici) — эпизод Войны в Хорватии и Боснийской войны, одно из самых известных и кровавых событий распада Югославии; самое большое массовое убийство в Европе после окончания Второй мировой войны; акт геноцида, признанный Международным трибуналом по бывшей Югославии и Международным судом ООН.
Сребреницкий анклав, объявленный СБ ООН в апреле 1993 года «зоной безопасности», был взят армией боснийских сербов 11 июля 1995 года.
Международный трибунал по Югославии установил, что было убито более 8 000 взрослых мужчин из числа боснийских мусульман. Расследование установило, что убийства совершили солдаты армии Республики Сербской под командованием генерала Ратко Младича.
В 2003 году ответственность за массовые убийства мирного боснийского населения была официально признана властями Республики Сербской Боснии и Герцеговины. В 2010 году парламент Сербии также осудил резню, но отказался признавать её геноцидом.
В январе 2007 года Международный трибунал квалифицировал действия сербов как «преступления геноцида» (Геноцид в Сребренице, босн. Genocid u Srebrenici). В свою очередь, в январе 2009 года Европейский парламент провозгласил 11 июля Днём памяти геноцида в Сребренице, а 23 мая 2024 года ООН учредила «Международный день размышления и памяти о геноциде 1995 года в Сребренице».
После этих событий НАТО приняло программу бомбардировки сербских целей и угрозой применения силы предотвратило нападение сербов на другую «зону безопасности» — Горажде. В дальнейшем заявления правительства Алии Изетбеговича об «исчезновении 7—10 тысяч сребреницких мусульман» и второй взрыв на сараевском рынке Маркале стали поводом для массированных бомбардировок Республики Сербской, а также интервенции НАТО, при поддержке которой хорваты и босняки провели ряд наступательных операций и предопределили заключение Дейтонских соглашений.
С 2001 по 2017 годы Международный трибунал по бывшей Югославии осудил за резню в Сребренице ряд командиров боснийских сербов к различным срокам заключения. Командующий войсками Республики Сербской Ратко Младич 22 ноября 2017 года был приговорён к пожизненному лишению свободы. Ряд обвиняемых был осуждён судами Сербии. В 2017 году суд Нидерландов признал, что нидерландские миротворцы несут частичную ответственность за резню, так как не смогли ей помешать.
В мае 2024 года, Генеральная Ассамблея ООН приняла резолюцию по геноциду в Сребренице в которой «безоговорочно осудила» любое отрицание геноцида в Сребренице, призвав все государства не допускать искажения истории и «сохранять установленные факты».

## Предыстория

### Этнические чистки 1992 года
С началом Боснийской войны вооружённые силы обеих сторон систематически нападали на мирное население.
На протяжении нескольких недель в начале 1992 года Сребреница находилась под контролем Войска Республики Сербской (ВРС), а также формирований из местных сербов, но в мае боснийские регулярные части под командованием Насера Орича окончательно взяли город под контроль, что вызвало массовое бегство сербского населения, и даже к январю 1992 года расширили территорию анклава до 900 км², хотя так и не смогли связать его с основной территорией, контролировавшейся боснийским правительством.
К 1993 году Сребреница представляла собой мусульманский анклав на территории самопровозглашённого государственного образования Республика Сербская. Из-за наплыва беженцев в городе свирепствовали болезни, не хватало еды, система водоснабжения и канализации не справлялась со своими функциями.

### Рейды отрядов Орича
Находясь в окружении сербских войск, мусульманские отряды из Сребреницы зачастую предпринимали рейды по близлежащим сербским населённым пунктам. Вооружённые отряды в таких нападениях сопровождали группы беженцев (так называемые сербохорв. «торбари»), занимавшиеся в оставленных сербами населённых пунктах поиском продуктов и прочего необходимого для жизни. На суде над Оричем в МТБЮ его защита утверждала, что непосредственно подчинённые Оричу подразделения не имели контроля над «торбарями» и что на «торбарях лежит ответственность за сожжение домов и уничтожение принадлежавшего сербам имущества». Неожиданные атаки произошли на Рождество и 16 января 1993 года, когда были убиты несколько десятков гражданских сербов. Затем отряды Орича начали обстрел пограничного городка на территории собственно Сербии. Всё это привело к ответным действиям армии боснийских сербов и дальнейшей резолюции № 819 Совета безопасности ООН.
Сербский историк Миловие Иванишевич, президент Белградского центра по расследованию преступлений, совершённых против сербского народа, в книге Hronike naših grobalja (Хроники наших кладбищ) опубликовал список более 1000 погибших в окрестностях Сребреницы сербов. Сотрудник организации Human Rights Watch Богдан Иванисевич при этом отмечает, что значительная часть погибших является мужчинами призывного возраста. Это позволяет говорить о том, что в список включены не только жертвы среди гражданского населения, но и солдаты формирований боснийских сербов, погибшие в бою. В Республике Сербской ежегодно проходит панихида в память о погибших в районах около Сребреницы (регион Подринье) 3267 сербских мирных жителях и солдатах. Эта цифра критикуется Иванисевичем как необоснованная.

## Осада. Зона безопасности Сребреница
С марта 1993 до июля 1995 года город Сребреница находился фактически в осаде, будучи окружён войсками Республики Сербской. Бедственное положение не улучшилось, когда в апреле 1993 года Совет Безопасности ООН объявил Сребреницу «зоной безопасности», свободной от всякого рода военных действий, и разместил в ней голландских миротворцев в количестве 600 человек, вооружённых стрелковым оружием.
По некоторым данным, вероятность сербского вторжения и массовых убийств мусульманского населения рассматривалась руководством Боснии и Герцеговины ещё в 1993 году. Хакия Мехольич, который во время войны был начальником полиции в Сребренице, утверждал, что президент Алия Изетбегович со ссылкой на слова Клинтона говорил о возможной интервенции НАТО, «если четники войдут в Сребреницу и уничтожат 5 тысяч мусульман». К началу сербского наступления командующий мусульманскими силами в Сребренице Насер Орич и 15 его офицеров находились на обучении в Тузле, а часть высших офицеров погибла при крушении вертолёта 7 мая.

## Падение Сребреницы и кризис в Поточари
В начале июля сербский Дринский корпус начал планомерное наступление в «зону безопасности». Итогом наступления стало занятие сербами всего анклава.
8 июля голландский БТР был обстрелян сербами и отступил. 10 июля миротворческие войска безуспешно попытались «напугать» наступающих сербов, стреляя «поверх голов». Без воздушной и огневой поддержки миротворцы фактически не оказали никакого сопротивления и отказались участвовать в немногочисленных боях. 11 июля два самолёта НАТО атаковали надвигавшиеся танки сербов, но действия авиации были прекращены после того, как сербы пригрозили уничтожить голландский контингент.
К вечеру 11 июля у расположения миротворческих войск ООН в Поточари собралось порядка 20—25 тысяч беженцев. Нескольким тысячам удалось прорваться в пределы самой части, в то время как остальные прятались по близлежащим фабрикам и полям.
Войско Республики Сербской по просьбе местного населения и по предложению ООН эвакуировало женщин, детей и стариков из Сребреницы в Тузлу. Республиканский штаб здравоохранения БиГ сообщил 16 июля 1995 года, что 22 283 беженца из Сребреницы принято на территории Тузланско-Подринского кантона. Пресс-секретарь Верховного комиссариата ООН по делам беженцев в Женеве обвинил 15 июля боснийские власти в Сараеве в том, что они мешают оказанию помощи беженцам. Всемирная организация здравоохранения зарегистрировала 35 632 беженца из Сребреницы.
При эвакуации сербские военные отделяли мужчин призывного возраста и увозили их на грузовиках и автобусах.

## Боснийская колонна
К 22 часам 11 июля большинство здоровых боснийских мужчин собралось в колонну с тем, чтобы под защитой солдат 28-й дивизии отойти через леса к городу Тузле. В колонне насчитывалось от 10 до 15 тысяч человек, включая около 5 тысяч военных, в ней присутствовали администрация анклава, медперсонал местной больницы и семьи известных горожан.
Вечером 12 июля эта колонна попала под артиллерийский обстрел, в результате чего гражданские беженцы разбежались. Многие из них в течение нескольких дней оставались в этом районе, пытаясь избежать сербских блокпостов на дорогах. По разным версиям, до Тузлы добрались от 5 до 10 тысяч человек. Сербские военные отлавливали разбежавшихся по лесам боснийцев, через громкоговорители их призывали сдаваться.

## Расправа

Спутниковая фотография групп заключённых-мусульман на футбольном поле в Нова-Касабе перед расстрелом 13 июля. Внизу — автобусный конвой

Сербы разделили боснийских мужчин на группы, каждая из которых содержалась отдельно. Их не кормили, им давали лишь немного воды. Первые массовые расстрелы произошли 13 июля 1995 года в долине реки Церски. Затем для убийств использовалось не только огнестрельное оружие, но и гранаты, которыми забрасывали бараки, где содержались боснийские мужчины. Сначала тела убитых выкидывали в канавы. Потом сербские офицеры начали выделять технику для того, чтобы вывозить трупы в специально подготовленные места, где выкапывались огромные братские могилы.

## Расследование и сокрытие следов

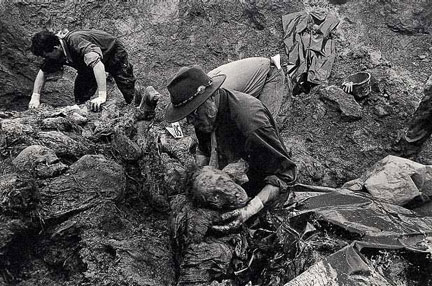
Эксгумация останков жертв резни в Сребренице в 1996 году

Было восемь человек, которые выжили во время массовых расстрелов. Они провели целый день под грудой тел других людей, а ночью смогли бежать. Когда в 1996 году, благодаря их свидетельским показаниям и спутниковым снимкам, началось первое расследование на месте, то в массовых захоронениях было обнаружено лишь несколько сотен тел. Позже стало ясно, что тысячи тел были изъяты из нескольких массовых захоронений и перезахоронены в десятках вторичных и третичных могил, чтобы замести следы преступления. Следователи Международного трибунала по бывшей Югославии провели криминалистическое исследование, чтобы определить, что люди, чьи останки были найдены в основном захоронении, были убиты из того же оружия, что и люди во вторичных могилах; было сделано более 1000 анализов ДНК, подтверждающих, что различные части тел одних и тех же людей оказались захороненными в разных местах.

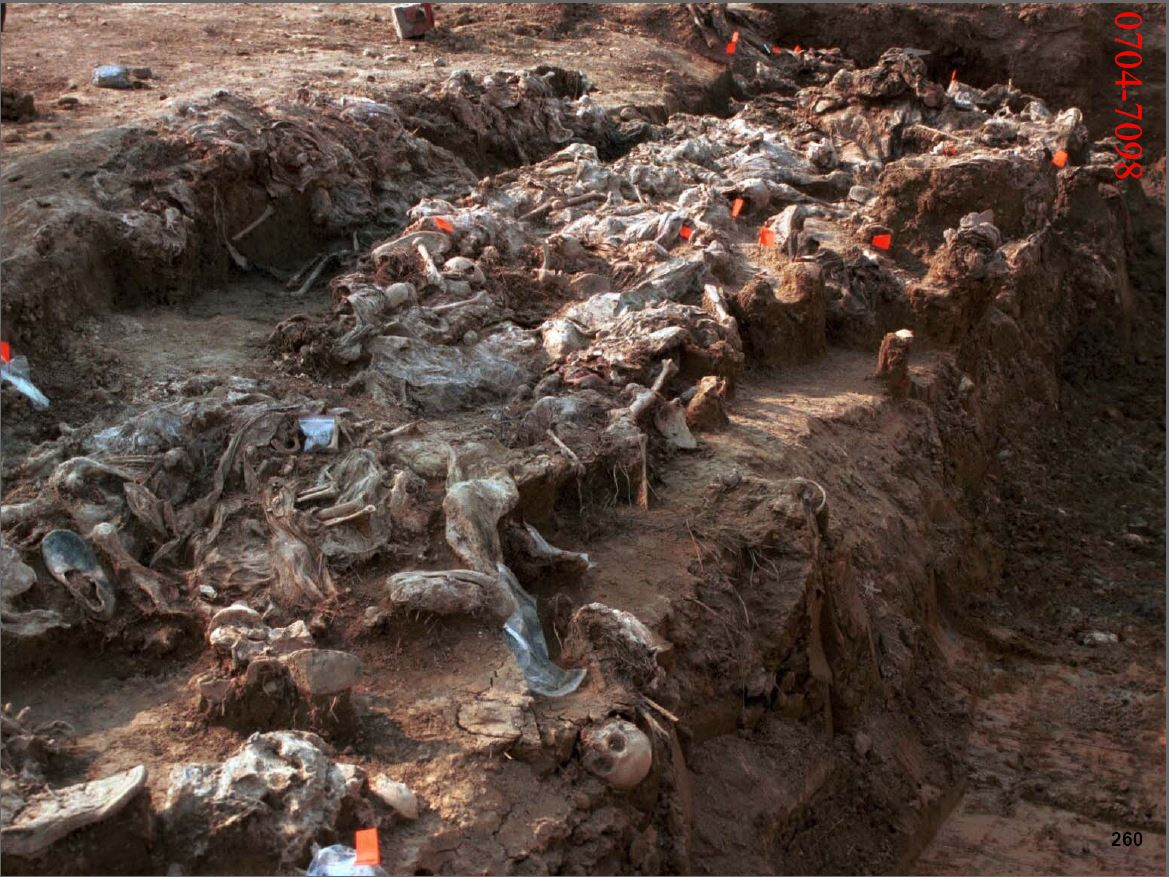
Одна из эксгумированных братских могил жертв геноцида мусульман в Сребренице (долина Канцари)

## Ответственность за резню и наказание виновных
Согласно приговорам Международного трибунала по бывшей Югославии, под руководством генерала Младича Войском Республики Сербской полицией и другими сербскими вооружёнными отрядами производились организованные массовые расстрелы схваченных сербами мирных жителей-мусульман (мужчин и мальчиков в возрасте от 10 до 65 лет). Они длились несколько дней во множестве мест в окрестностях Сребреницы.
Прокуратура Гаагского трибунала возбудила по поводу событий в Сребренице полтора десятка уголовных дел. Кроме генерала Крстича, перед судом Международного трибунала предстали также Момир Николич, Видое Благоевич, Драган Обренович, Драган Йокич и ряд других офицеров армии боснийских сербов. Они были признаны виновными в соучастии в этнической чистке и геноциде и приговорены к длительным срокам тюремного заключения. 22 ноября 2017 года Международный трибунал по бывшей Югославии признал бывшего командующего войсками боснийских сербов Ратко Младича виновным в том числе в резне в Сребренице и приговорил его (по совокупности с другими преступлениями) к пожизненному лишению свободы.
Приговоры за участие в расстрелах выносили в 2007—2009 годах и сербские суды. В 2007 году Слободан Медич, командир отряда «Скорпионы», и его брат Бранислав были приговорены к 20 годам тюрьмы. В 2009 году к 20 годам тюрьмы были приговорены Желько Дюкич, Драган Медич и Драган Бороевич, а Мидраг Солая — к 15 годам тюрьмы.
Весомым доказательством совершённой сербскими военными расправы над безоружными мусульманами стала видеозапись расстрела, сделанная одним из его участников и опубликованная в 2005 году благодаря сербской правозащитнице Наташе Кандич.

### Частичная ответственность миротворцев из Нидерландов
В 2011 году нидерландский суд возложил ответственность за гибель нескольких мусульман на нидерландский миротворческий батальон, поскольку военные выгнали с территории базы ряд мусульман, фактически передав их в руки сербов и способствовав этим их гибели. Полковник Томас Карремантс солгал суду, утверждая, что не предполагал расправы над мусульманами. Свидетели подтвердили, что он предвидел расправу, но ничего не предпринял, чтобы этому помешать.
Родственники жертв в Сребренице подали иск против Нидерландов, в котором требовали признать вину этой страны за произошедшее и выплатить компенсацию в размере 4 млн долларов. Иск подала организация «Матери Сребреницы». 27 июня 2017 года Апелляционный суд Нидерландов признал частичную ответственность своей страны за резню и постановил выплатить компенсацию родственникам 300 жертв.

## Число жертв

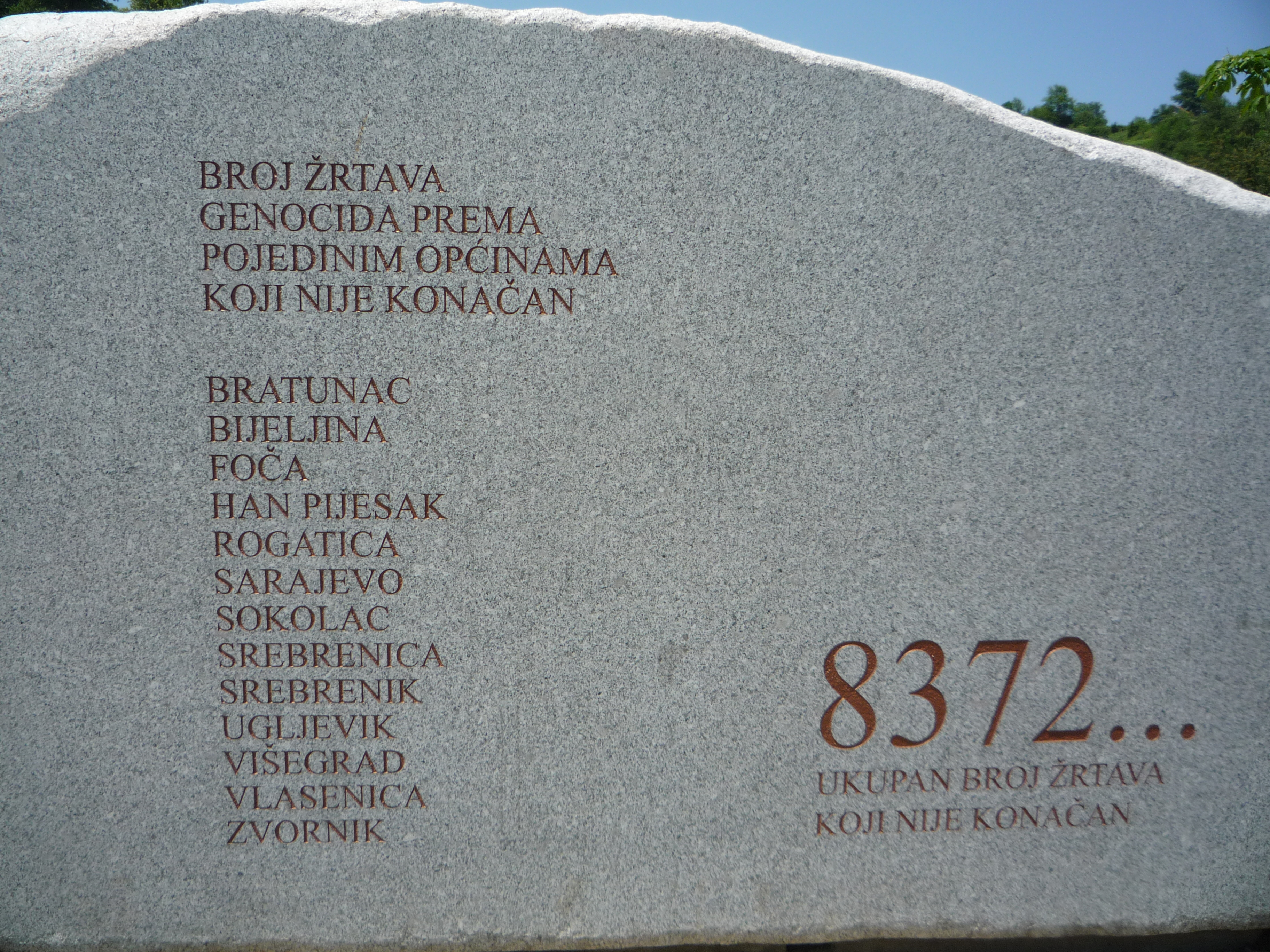
Памятный камень с общим количеством жертв и перечнем населённых пунктов, где проживали жертвы, мемориальный комплекс в Поточари

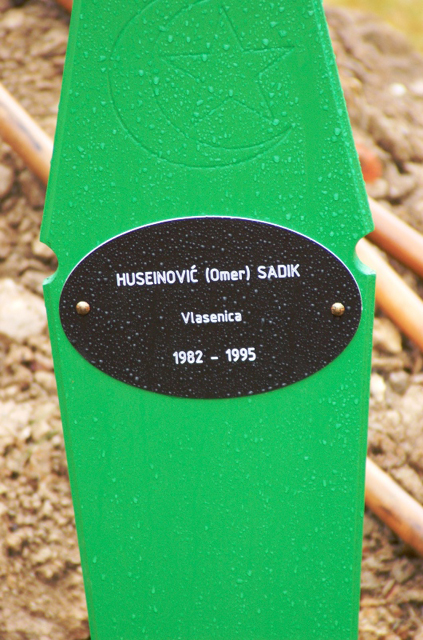
Надгробие расстрелянного сербами мальчика тринадцати лет

Точное число жертв документально не установлено, но, по оценкам, убиты около 8000 человек. Жертвы были закопаны в братских могилах.
Захоронения жертв событий июля 1995 года обнаруживают много лет спустя. В частности, осенью 2007 года была найдена братская могила с останками 616 боснийских мусульман.
Государственной комиссией по поискам пропавших без вести во время войны в Боснии и Герцеговине зарегистрировано 8200 жертв, Международным комитетом Красного креста — 7800, а согласно данным разных организаций семей жертв в Сребренице, число погибших достигает 10 700. Руководитель комиссии Амор Машович полагает, что реальное число жертв — около 8,5 тысяч человек.
На официальном сайте проекта, организованного общественными организациями в память о жертвах резни в Сребренице, список погибших состоит из 8 372 имён, также именно это количество указано на памятном камне, установленном на месте официального мемориала в селе Поточари.

## Альтернативные версии
Сербские власти первоначально утверждали, что число убитых пленных значительно меньше. По данным правительственной комиссии Республики Сербской, в результате самосуда сербскими солдатами были казнены около 100 военнопленных.
По изначальной сербской версии, в Сребренице находилась 28-я дивизия АрБиГ, которая в ночь с 11 на 12 июля в сопровождении мужчин призывного возраста покинула анклав и организовала прорыв в Тузлу, потеряв до двух тысяч человек убитыми, тела которых и были затем представлены как свидетельство «геноцида». Оставшееся гражданское население — около 25 000 человек — было эвакуировано на автобусах в Кладань, за исключением 154 человек, расстрелянных в Пилици-Браньево бойцами 10-го диверсионного отряда, 50—100 человек, ставших жертвой линчевания со стороны сербских солдат, и нескольких сот военнопленных (среди них был председатель Исполнительного комитета Скупщины Общины Сребреница Ибран Мустафич), выпущенных на свободу весной 1996 года.
Однако впоследствии как власти Республики Сербской, так и Сербии признали официальную версию МТБЮ о массовых убийствах мусульманского гражданского населения.

## Последствия
Падение Сребреницы и Жепы, «зон, находившихся под защитой ООН», утверждения правительства Алии Изетбеговича об «исчезновении 7—10 тысяч сребреницких мусульман» и взрыв на сараевском рынке Маркале 28 августа 1995 года, в котором были обвинены сербы, стали поводом для массированных бомбардировок Республики Сербской. Интервенция НАТО, при поддержке которой хорватско-бошняцкие силы провели ряд наступательных операций на сербские позиции, в свою очередь, привела к Дейтонскому соглашению.

## Память о жертвах
«Мемориал памяти жертв геноцида в Сребренице» был открыт бывшим президентом США Биллом Клинтоном 20 сентября 2003 года в селе Поточари на месте бывшей базы ООН, на территорию которой пытались прорваться беженцы. На церемонии открытия Клинтон сказал: «Плохие люди, жаждавшие власти, убили этих добрых людей просто за то, какими они были. Но Сребреница стала началом конца геноцида в Европе…»

## Политическая оценка

### Позиция властей Республики Сербской
Изначально власти Республики Сербской отрицали массовые убийства мирных граждан. Так в 2002 году «Центр документации Республики Сербской по расследованию военных преступлений» совместно с Бюро РС по связям с МТБЮ опубликовал так называемый «Отчёт о деле Сребреницы». В нём утверждалось, что в Сребренице было убито не более 2000 мусульман и все они были военными, а Международный красный крест обвинили в фальсификациях. Этот отчёт был осуждён ООН.
В октябре 2004 года вновь созданная Комиссия по расследованию событий в Сребренице опубликовала новый отчёт с признанием, что солдаты Республики Сербской убили не менее 7000 мужчин и мальчиков в Сребренице. Комиссия также признала решение МТБЮ «Прокурор против Радислава Крстича», в котором было осуждение обвиняемых за «помощь и поддержку геноцида, совершённого в Сребренице». В том же году президент РС Драган Чавич лично принёс официальные извинения от имени правительства РС за «чудовищные преступления», совершённые в июле 1995 года в районе Сребреницы.

### Осуждение Сербией массового убийства боснийских мусульман
Парламент Сербии в ночь на 31 марта 2010 года проголосовал за резолюцию, осуждающую массовое убийство боснийских мусульман в Сребренице в 1995 году и содержащую извинения перед семьями погибших.
«Парламент Сербии категорически осуждает преступление против боснийских мусульман в июле 1995 года, как это квалифицировано в определении Международного суда ООН», — говорится в документе, за который проголосовали 127 из 173 присутствовавших на заседании.
Сербские законодатели также принесли соболезнования семьям погибших, поскольку «для предотвращения трагедии не было сделано всё возможное». Однако в документе события 1995 года геноцидом не назывались. Президент Томислав Николич также отказался признать резню в Сребренице геноцидом. По его утверждению, никакого геноцида в Сребренице не было. Он заявил, что некоторые сербы совершили там серьёзные военные преступления и, по его словам, «их нужно найти, предать суду и наказать».
10 сентября 2015 года власти Сербии предъявили обвинения в массовом убийстве восьми предполагаемым участникам резни, в том числе Неделько Милидраговичу.

### Голосование в Совете Безопасности ООН
8 июля 2015 года Совет Безопасности ООН рассматривал подготовленный Великобританией проект резолюции по Сребренице, признающей резню актом геноцида. Три постоянных члена Совета Безопасности (Франция, Великобритания, США) и семь непостоянных членов (Чад, Чили, Иордания, Литва, Малайзия, Новая Зеландия, Испания) поддержали документ, четверо (Китай — постоянный член, Ангола, Нигерия и Венесуэла — непостоянные члены) воздержались.
Принятие резолюции было заблокировано Россией, которая использовала для этого право вето постоянного члена СБ ООН. Представитель РФ Виталий Чуркин обосновал это тем, что, по его мнению, предложенная резолюция угрожает обострением ситуации на Балканах. Китай посчитал, что голосование по проекту резолюции негативно скажется на единстве членов Совета. США и Великобритания расценили российское вето как отрицание установленных Международным судом ООН фактов.

## В культуре
- Фильм «Куда ты идёшь, Аида?» (Босния и Герцеговина, 2020)
- Песня «We Burn» шведской пауэр-метал группы Sabaton